# Kayan (Gaoual-Centre)
Pour les articles homonymes, voir Kayan.
Kayan est l'un des districts de la sous-préfecture de Gaoual Centre, situé dans la préfecture de Gaoual, situé dans la région de Boké en république de Guinée.

## Géographie

### Démographie
- En 2014, le quartier comptait 1 022 selon les RGPH 2014[1].